# Melicucco
Melicucco (im lokalen Dialekt: Melikùko oder Melikoukos) ist eine süditalienische Gemeinde (comune) mit 4858 Einwohnern (Stand 31. Dezember 2023) in der Metropolitanstadt Reggio Calabria in Kalabrien. Die Gemeinde liegt etwa 70 Kilometer nordöstlich von Reggio Calabria.

## Geschichte
Die Gemeinde wurde 1936 geschaffen. Zuvor war Melicucco Teil der heutigen Nachbargemeinde Polistena.

## Verkehr
Durch die Gemeinde führen die frühere Strada Statale 281 del Passo di Limina (heute Provinzstraße 5) sowie die Strada Statale 682 Jonio-Tirreno.